# Aino Pervik
Aino Pervik (* 22. April 1932 in Rakvere; † 12. August 2025) war eine sowjetische bzw. estnische Schriftstellerin.

## Leben
Aino Pervik wurde in eine Arztfamilie geboren. Sie schloss 1955 ihr Studium der Finnougristik an der Staatlichen Universität Tartu ab. Von 1955 bis 1960 war sie als Verlagsredakteurin beim Estnischen Staatsverlag (estnisch Eesti Riiklik Kirjastus) tätig und von 1960 bis 1967 beim estnischen Fernsehen beschäftigt. Anschließend arbeitete sie als freischaffende Schriftstellerin in Estland. 1974 trat sie dem Schriftstellerverband der Estnischen SSR bei.
Aino Pervik wurde vor allem als Kinder- und Jugendbuchautorin bekannt. Ihre Bücher wurden in zahlreiche Sprachen übersetzt. Außerdem schrieb sie Novellen und Gedichte.
Daneben trat sie als Übersetzerin aus dem Ungarischen (Emil Kolozsvári Grandpierre, Kálmán Mikszáth, Iván Mándy, Éva Janikovszky) hervor.
1976 erhielt sie den Juhan-Smuul-Preis, 1983 den Friedebert-Tuglas-Preis und 1993 sowie 2012 den Jahrespreis des Estnischen Schriftstellerverbands.
Aino Pervik heiratete 1961 den estnischen Schriftsteller Eno Raud (1928–1996). Sie hatten drei gemeinsame Kinder, den Schriftsteller und Japanologen Rein Raud (* 1961), den Musiker und Politiker Mihkel Raud (* 1969) und die Künstlerin und Autorin Piret Raud (* 1971).

## Werke (Auswahl)
- Kersti sõber Miina (1961)
- Rein karuradadel (1962, zusammen mit Eno Raud)
- Õhupall (1969)
- Kaarist on kasu (1971)
- Väikesed vigurijutud (1972)
- Kunksmoor (1973; deutsch „Die Kunksmuhme“ mit Illustrationen von Edgar Valter, 1981/1984)
- Kunksmoor ja kapten Trumm (1975)
- Umbluu. Uusi ja vanu vigurijutte (1980)
- Arabella, mereröövli tütar (1982; deutsch „Arabella, die Piratentochter“, 1985; verfilmt 1983)
- Sookoll ja sisalik (1986)
- Kallis härra Q (1992)
- Kuninga soov (1993)
- Keeruline lugu (1994)
- Kollane autopõrnikas sõidab ringi (1999)
- Maailm Sulelise ja Karvasega (2000)
- Paula elu sari (2001–2008, mehrere Bände)
- Draakonid võõrsil (2002)
- Mammutilaps ajab tuult taga (2002)
- Dixi ja Xixi (2005)
- Kunksmoorilugu (2006)
- Suleline, Puhuja ja must munk (2007)
- Presidendilood (2008)
- Ühes väikeses veidras linnas (2009)
- Kirjatähtede keerukas elu (2012)
- Klabautermanni mure (2012)
- Rändav kassiemme (2012)
- Jänes keedab suppi (2013)

## Deutsche Übersetzungen
- Die Kunksmuhme. 	Aus dem Estnischen übertragen von Aivo Kaidja. Illustriert von Edgar Valter. Tallinn: Perioodika 1979. 119 S.
- Arabella, die Piratentochter. 	Aus dem Estnischen von Helga Viira. Gezeichnet von Edgar Valter. Tallinn: Perioodika 1985. 188 S.